# 蒙商银行
蒙商銀行股份有限公司（简称蒙商银行），是一家总部位于中国内蒙古自治区包头市的城市商业银行，成立于2020年4月。

## 历史沿革

### 银行设立
2019年5月24日，中国人民银行、中国银行保险监督管理委员会联合公告，包商银行出现严重信用风险，决定自2019年5月24日起对包商银行实行接管，接管期限一年，有关业务由中国建设银行托管。
2020年2月7日，徽商银行发布公告称，该行拟收购包商银行在北京、深圳、宁波、成都四家分行的资产和负债；同时，包商银行拟参与设立内蒙古某某银行（新包商银行），注册资金拟为200亿元人民币，并披露存款保险基金将持股约29.84%。若新包商银行按此方案设立，则是存保基金首次入股商业银行。据新浪网独家报道称，该行在内蒙古的业务将由新设立的银行接收，新包商银行将命名为“蒙商银行”，管理层由建设银行总行派人参与组建，徽商银行及其他股东将派出董事，而监事长和纪委书记或由内蒙古自治区党委推荐。
2020年3月19日，徽商银行再次发布公告，宣布新包商银行各发起方于3月18日签订发起协议，初始注册资本金200亿元人民币。其中，内蒙古自治区财政厅出资16.67%，包头市财政局出资2.08%，包头稀土高新区管委会出资5%，存保基金出资27.5%，建信投资出资5%，徽商银行出资15%，其他内蒙古及包头国资控制的企业完成余下出资。2020年4月24日，银保监会公布批文，蒙商银行筹备于4月9日获准。
2020年5月20日，蒙商银行官网对外发布《关于蒙商银行股份有限公司全面营业的公告》，蒙商银行承接包商银行股份的相关业务，2020年5月25日正式以蒙商银行名义全面对外营业，并开始实施业务切换。

## 业务发展
蒙商银行的前身为包商银行，经营范围为内蒙古自治区内的包头、赤峰、巴彦淖尔、通辽、鄂尔多斯、锡林郭勒、呼伦贝尔、呼和浩特、兴安盟、乌兰察布、乌海、阿拉善、满洲里、二连浩特，并曾在北京、深圳、宁波、成都设置四家自治区外分行。目前，蒙商银行的经营范围限内蒙古自治区内，区外分行已被徽商银行收购，并已被其接管。

## 股东
蒙商银行设立时的股东如下：
1. 存保基金 27.5000%
2. 內蒙古自治區財政廳 16.6667%
3. 徽商银行 15.0000%
4. 內蒙古電力 8.3333%
5. 內蒙古高等級公路 8.3333%
6. 內蒙古金融資產 5.0000%
7. 內蒙古公交投 5.0000%
8. 包頭稀土高新技術產業開發區管理委員會 5.0000%
9. 建信投資 5.0000%
10. 包頭市財政局 2.0833%
11. 北方稀土 2.0833%